# Tom Robinson (atleta)
Thomas Robinson, detto Tom (Nassau, 16 marzo 1938 – Nassau, 25 novembre 2012), è stato un velocista bahamense.

## Biografia
Ha rappresentato il suo paese in quattro Olimpiadi estive consecutive a partire da Melbourne 1956, dove a 18 anni ha gareggiato nei 100 metri e nei 200 metri ma non è andato oltre il primo turno eliminatorio entrambe le gare. Quattro anni dopo a Roma alle Olimpiadi del 1960, Robinson raggiunse le semifinali sia nei 100 metri che nei 200 metri. A Tokyo 1964 fu portabandiera per il suo paese alla cerimonia inaugurale e raggiunse la finale dei 100 metri che concluse all'ottavo posto. Alle Olimpiadi del 1968 Robinson faceva parte della squadra che raggiunse le semifinali della staffetta 4×100 metri.
Ai Giochi dell'Impero Britannico e del Commonwealth del 1958 a Cardiff, vinse l'oro nelle 200 yard e l'argento nelle 100 yard. Vinse di nuovo l'argento nelle 100 yard ai Giochi del Commonwealth del 1962 e del 1966. Ha vinto una medaglia d'oro ai Giochi centroamericani e caraibici del 1962. Dal 1958 al 1961 ha corso per  Università del Michigan, vincendo diversi campionati Big 10 sia individuali che a squadre. È stato inserito nella University of Michigan Athletic Hall of Honor nel 1985.
Robinson è morto il 25 novembre 2012. A lui è intitolato lo stadio nella capitale delle Bahamas Nassau, costruito nel 1981.

## Palmarès
| Anno | Manifestazione                    | Sede              | Evento                | Risultato  | Prestazione | Note  |
| ---- | --------------------------------- | ----------------- | --------------------- | ---------- | ----------- | ----- |
| 1956 | Giochi olimpici                   | Melbourne         | 100 metri piani       | Batterie   |             | [ 2 ] |
| 1956 | Giochi olimpici                   | Melbourne         | 200 metri piani       | Batterie   |             | [ 3 ] |
| 1958 | Giochi del Commonwealth           | Cardiff           | 100 iarde             | Argento    | 9"69        |       |
| 1958 | Giochi del Commonwealth           | Cardiff           | 220 iarde             | Oro        | 21"08       |       |
| 1960 | Giochi olimpici                   | Roma              | 100 metri piani       | Semifinali |             | [ 4 ] |
| 1960 | Giochi olimpici                   | Roma              | 200 metri piani       | Semifinali |             | [ 5 ] |
| 1962 | Giochi del Commonwealth           | Perth             | 100 iarde             | Argento    | 9"63        |       |
| 1962 | Giochi centramericani e caraibici | Kingston          | 100 metri             | Oro        | 10"41       |       |
| 1964 | Giochi olimpici                   | Tokyo             | 100 metri piani       | 8º         | 10"5        | [ 6 ] |
| 1966 | Giochi del Commonwealth           | Kingston          | 100 iarde             | Argento    | 9"44        |       |
| 1968 | Giochi olimpici                   | Città del Messico | 100 metri piani       | Batterie   |             | [ 7 ] |
| 1968 | Giochi olimpici                   | Città del Messico | Staffetta 4×100 metri | Semifinali |             | [ 8 ] |